# Convenció de Montevideo
La Convenció de Montevideo sobre Drets i Deures dels Estats va ser un tractat signat a Montevideo, Uruguai, el 26 de desembre de 1933, durant la Setena Conferència Panamericana. La Convenció estableix la teoria declarativa de la condició d'estat com a part acceptada del dret internacional consuetudinari. En la conferència, el president Franklin D. Roosevelt dels Estats Units (EUA) i el seu secretari d'Estat Cordell Hull van declarar la Good Neighbor policy o Política del Bon Veïnatge, que s'oposava a la intervenció armada dels EUA en els assumptes llatinoamericans. El conveni va ser signat per 19 estats. L'acceptació de tres dels estats signants (Brasil, Perú i els Estats Units) estava subjecta a reserves menors.
La Convenció va entrar en vigor el 26 de desembre de 1934. Va ser inscrita a la League of Nations Treaty Series (Sèrie de Tractats de la Societat de Nacions) el 8 de gener de 1936.

## En detall
El conveni estableix la definició, els drets i deures d'un Estat. El més conegut és l'article 1, que estableix els quatre criteris per a la condició d'estat:
L'Estat com a subjecte de dret internacional ha de reunir els següents requisits: (a) una població permanent, (b) un territori definit, (c) un govern, i (d) la capacitat d'entrar en relacions amb els altres estats.
D'altra banda, la primera frase de l'article 3 estableix expressament que "L'existència política de l'estat és independent del seu reconeixement pels altres estats". Això es coneix com la teoria declarativa de la condició d'estat.
Una observació fonamental a destacar: les condicions de l'article 1 es limiten amb l'article 11, que prohibeix l'ús de la força militar per obtenir la sobirania. L'article 11 reflecteix l'actual Doctrina Stimson, i ara és una part fonamental del dret internacional mitjançant l'article 2, paràgraf 4 de la Carta de les Nacions Unides. L'article 11 permet una clara distinció entre estat sobirà i estat titella, aquest últim queda exclòs de reconeixement internacional d'estat.
Alguns han qüestionat si aquests criteris són suficients, ja que permeten que subjectes amb un reconeixement limitat, com la República de la Xina (Taiwan), puguin sol·licitar la condició completa d'estat. D'acord amb l'alternativa de la teoria constitutiva de la condició d'estat, un estat només existeix en la mesura que sigui reconegut per altres estats. No s'ha de confondre amb la doctrina Estrada.